# 世界五分前仮説
世界五分前仮説（せかいごふんまえかせつ、Five-minute hypothesis）とは、「世界は実は5分前に始まったのかもしれない」という仮説である。
哲学における懐疑主義的な思考実験のひとつで、バートランド・ラッセルによって提唱された。この仮説は確実に否定する事（つまり世界は5分前に出来たのではない、ひいては過去というものが存在すると示す事）が不可能なため、「知識とはいったい何なのか？」という根源的な問いへと繋がっていく。
たとえば5分以上前の記憶がある事は何の反証にもならない。なぜなら偽の記憶を植えつけられた状態で、5分前に世界が始まったのかもしれないからだ。以下、ラッセルの文章
「この木は芽が出てから今年で12年になる、だから年輪が12本ある」
このような言い方も日常でもよくするが、年輪が12本あるという事実を「結果」とみなせば、これに対応する「原因」が位置すべき過去が存在するはずだとは主張し得るものの、このような主張もまた完全に証明することはできない（もちろん反証することもできない）。これは世界5分前仮説の場合と同様の理由による。それは因果律である。因果律というのは論理的な必然性から導かれたものではなく、日頃の経験から無意識的にそれを前提として思考しているという類の仮定であり、因果律自体を論理的必然から導くことは出来ない。これはつまり「違う時刻に起きた二つの現象の間にはある種の関係がなければならない」ということを論理的な必然性だけからは導けないという事である。そのため、今起きている事やこれから起きることをどれだけ調べても、それによって過去の出来事を完全に証明または反証する、ということは（厳密に考えると）不可能である。
以上のような哲学の分野における懐疑主義的な創世議論は、神学の分野でフィリップ・ヘンリー・ゴスが提唱したオムファロス仮説（世界の年齢に関する自然科学と聖書の矛盾を解決するため、そのような古い状態で初めから創造されたのだ、という創造論の議論。オムファロスはへそのことで、アダムとイブが親から産まれたのでないにもかかわらずはじめからへそを持った形で作られたというところから。）から強い影響を受けている。

## 関連文献
日本語のオープンアクセス文献
- 一ノ瀬正樹「歴史認識における因果と確率」『哲学』第2005巻第56号、日本哲学会、2005年、42-62,3、2019年2月26日閲覧。
- 伊佐敷 隆弘「過去の確定性」『哲学』第2005巻第56号、日本哲学会、2005年、130-141,6、2018年2月26日閲覧。